# Національний музей східного мистецтва (Рим)
Національний музей східного мистецтва (Рим) імені Джузеппе Туччі (італ. Museo nazionale d'arte orientale Giuseppe Tucci) — археологічні та мистецькі збірки мистецтва країн Азії, зосереджені в музеї імені Джузеппе Туччі в Римі.

## Історія закладу
Засновано у 1957 завдяки угоді між Міністерством освіти й Італійським Інститутом Близького та Далекого Сходу. Офіційно музей відкрили 16 червня 1958.
В основі колекції — археологічні знахідки в Тибеті Джузеппе Туччі, чиє ім'я носить музей, та додатки знахідок з експедицій Інституту в Ірані, в Газні (Афганістан), в Пакистані. Невелика кількість експонатів прийшла як дарунки прихильників музею та як придбання закупівельної комісії. В Італії це одна з досить повних колекцій мистецтва та археології Тибету та мистецтва Гандхари.

### Приміщення
На місці теперішнього музею колись був жіночий монастир з церквою. Пізніше будівлі придбала родина Бранкаччо, перебудувавши їх у палац. Ця родина відома тим, що дала Ватикану сім кардиналів.
У 20 ст. палац перетворили на багатоквартирний будинок. Після придбання приміщень державою, будівлі пристосували під вимоги музею.

### Відділи
- Експозиції — 14 залів (на 2010 р.)
- Тематична бібліотека
- Фондосховище
- Фотоархів тощо.